# Røde Flod
 Ikke at forveksle med Red River.
Den Røde Flod er en flod der løber i det sydøstlige Kina og det nordlige Vietnam. Floden er samlet 1.149 km lang heraf 639 km i Kina og 510 km i Vietnam. Floden løber gennem Hanoi og ved flodens delta ligger Haiphong.
- Wikimedia Commons har flere filer relateret til Røde Flod

25°50′00″N 101°19′00″Ø / 25.8333°N 101.3167°Ø